# Czyżew (gmina)
Czyżew est une gmina mixte du powiat de Wysokie Mazowieckie, Podlachie, dans le nord-est de la Pologne. Son siège est la ville de Czyżew, qui se situe environ 19 km au sud-ouest de Wysokie Mazowieckie et 67 km au sud-ouest de la capitale régionale Białystok.
La gmina couvre une superficie de 123,4 km2 pour une population de 6 653 habitants.

## Géographie
Outre la ville de Czyżew, la gmina inclut les villages de:
| - Brulino-Koski - Brulino-Piwki - Czyżew Kościelny - Czyżew Ruś-Kolonia - Czyżew Ruś-Wieś - Czyżew-Chrapki - Czyżew-Pociejewo - Czyżew-Siedliska - Czyżew-Sutki - Dąbrowa Wielka - Dąbrowa-Cherubiny - Dąbrowa-Kity | - Dąbrowa-Michałki - Dąbrowa-Nowa Wieś - Dąbrowa-Szatanki - Dmochy-Glinki - Dmochy-Mrozy - Dmochy-Rodzonki - Dmochy-Wochy - Dmochy-Wypychy - Godlewo-Kolonia - Godlewo-Piętaki - Jaźwiny-Koczoty - Kaczyn-Herbasy | - Krzeczkowo-Gromadzyn - Krzeczkowo-Mianowskie - Krzeczkowo-Nowe Bieńki - Krzeczkowo-Stare Bieńki - Krzeczkowo-Szepielaki - Michałowo Wielkie - Ołdaki-Magna Brok - Rosochate Kościelne - Rosochate Nartołty - Siennica-Klawy - Siennica-Lipusy - Siennica-Pietrasze | - Siennica-Święchy - Siennica-Szymanki - Stare Zalesie - Stary Kaczyn - Stokowo-Szerszenie - Święck-Strumiany - Szulborze-Kozy - Zalesie-Stefanowo - Zaręby-Bindugi - Zaręby-Góry Leśne - Zaręby-Skórki - Zaręby-Święchy |

La gmina borde les gminy de:
- Andrzejewo
- Boguty-Pianki
- Klukowo
- Nur
- Szepietowo
- Szulborze Wielkie
- Wysokie Mazowieckie
- Zambrów